# Payn de Beauchamp
Payn de Beauchamp († vor 1155) war ein anglonormannischer Adliger.

## Leben
Payn de Beauchamp entstammte der Familie Beauchamp, die im Besitz von umfangreichen Besitzungen in Bedfordshire und in anderen Grafschaften Englands war. Er war der zweite Sohn von Robert de Beauchamp, einem jüngeren Sohn von Hugh de Beauchamp. Payns älterer Bruder Miles hatte während der sogenannten Anarchy zeitweise Bedford Castle besetzt, das eine Cousine von ihm geerbt hatte. Nach dem Tod von Miles vor 1153 erbte Payn seine Besitzungen und den Anspruch auf Bedford Castle.
Payn de Beauchamp hatte kurz nach 1144 Rohese geheiratet. Sie war eine Tochter von Aubrey II de Vere und die Witwe des mächtigen Geoffrey de Mandeville, 1. Earl of Essex. Beauchamp blieb in enger Verbindung zur Familie Mandeville und durfte schließlich eine Version des Wappens der Familie führen. Er förderte mit Schenkungen die St Paul's Church in Bedford sowie das von seiner Frau gegründete Priorat von Chicksands. Er starb 1155 oder kurz zuvor. Mit seiner Frau Rohese hatte er mindestens einen Sohn, Simon de Beauchamp (um 1145 – 1206/1207), der sein Erbe wurde.